# Bódvarákó, Borsod-Abaúj-Zemplén
Bódvarákó este un sat în districtul Edelény, județul Borsod-Abaúj-Zemplén, Ungaria, având o populație de 93 de locuitori (2011). 

## Demografie
Componența etnică a satului Bódvarákó
     Maghiari (100%)
Componența confesională a satului Bódvarákó
     Romano-catolici (48,39%)
     Greco-catolici (4,3%)
     Reformați (3,23%)
     Luterani (3,23%)
     Necunoscută (40,86%)
Conform recensământului din 2011, satul Bódvarákó avea 93 de locuitori. Din punct de vedere etnic, majoritatea locuitorilor (100,0%) erau maghiari. Nu există o religie majoritară, locuitorii fiind romano-catolici (48,39%), greco-catolici (4,3%), luterani (3,23%) și reformați (3,23%). Pentru 40,86% din locuitori nu este cunoscută apartenența confesională.